# برایان آشر
برایان آشر (انگلیسی: Brian Usher؛ ۱۱ مارس ۱۹۴۴ – ۸ ژانویهٔ ۲۰۲۵) بازیکن فوتبال اهل بریتانیا بود.
از جمله باشگاه‌هایی که وی در آن‌ها سابقهٔ بازی دارد، می‌توان به باشگاه فوتبال شفیلد ونزدی، باشگاه فوتبال یئوویل تاون، باشگاه فوتبال دونکستر راورز و باشگاه فوتبال ساندرلند اشاره کرد.